# Alexandru Zavtur
Alexandru Zavtur (n. 9 mai 1929 – d. 12 octombrie 2008) a fost un politolog moldovean, doctor în filozofie, membru corespondent al Academiei de Științe a Moldovei.